# Navadni lešnikar
Navadni lešnikar (znanstveno ime Maniola jurtina) je dnevni metulj iz družine pisančkov.

## Opis
Navadni lešnikar je v Sloveniji pogosta vrsta metuljev, ki preko kril meri med 35 in 45 mm. Samci imajo enotno temno rjavo obarvano zgornjo stran kril, medtem ko ima samica na zgornji strani sprednjih kril večje rjavo oranžno pego. Oba spola imata v zunanjem zgornjem kotu sprednjih kril izrazito navidezno oko. Sprednja krila so spodaj oranžno rjava, v zgornjem zunanjem kotu pa imajo značilno črno liso v obliki očesa. Spodnja stran zadnjih kril je sivo rjava, s širokim svetlejšim pasom, na katerem sta lahko dve rumeno obrobljeni črni pegi. Samci so očitno manj živih barv od samic, so pa tudi boljši letalci. Te metulje najpogosteje opazimo na gozdnih obronkih in jasah ter grmovnatih območjih, pa tudi na travnikih in ob obdelovalnih površinah. Pojavlja se od morja do gozdne meje med majem in septembrom.
Gosenice se prehranjujejo s travami, med katerimi so najpomembnejše vrste navadna latovka (Poa trivialis) ter travniška latovka (Poa pratensis).